# Tuber itzcuinzapotl
Tuber itzcuinzapotl — вид їстівних грибів роду трюфель (Tuber). Описаний у 2024 році.

## Поширення
Ендемік Мексики. Пов'язаний з сосною Pinus patula в хвойних змішаних лісах у штаті Веракрус на сході країни.

## Назва
Видова назва itzcuinzapotl посилається на назву, яку використовували люди науа для позначення цього їстівного виду. Мовою науатль itzcuinzapotl (itzcuin = «собака», і zapotl = «сапота» , місцевий солодкий фрукт) означає «собача сапота».

## Опис
Цей вид відрізняється від інших видів у складі групи Tuber maculatum своєю блідо-коричневою аскомою, дрібнозернистим перидієм, що складається з підкулястих гіф, що утворюють пірамідоподібні структури, булавовидні кінцеві клітини розміром 11–30 × 6–10 мкм, глеба від блідо-коричневого до сірого кольору та альвеолярні аскоспори 22−52 × 15−40 мкм.